# Verbena tecticaulis
Verbena tecticaulis — вид рослин родини Вербенові (Verbenaceae), ендемік Парагваю.

## Опис
Напівкущ, до 50 см заввишки, стебла та гілки прямостійні, циліндричні, вкриті короткими жорсткими притиснутими й розсіяними залозистими волосками; міжвузля короткі, 1–2 см. Листки притиснуті до стебла, ≈ 1,5 × 0.8 см, яйцеподібні; основи округлі; верхівки від трилопатевих до тричасткових, з кожної часткою трикутною, загостреною; поля цілісні; короткі жорсткі притиснуті волоски на обох поверхнях; жилки субпараллельні та сходяться до основи. Суцвіття кінцеві, циліндрично-яйцеподібні під час цвітіння, видовжені під час плодоношення. Квітки сидячі; квіткові приквітки вузько-яйцеподібні, ≈ 0.4 см, з рідкісними короткими жорсткими притиснутими волосками, поля голі. Чашечка ≈ 0.6 см, з 5 гострими зубцями, від рідко до щільно вкрита короткими жорсткими притиснутими волосками, іноді залозистими волосками. Віночок воронкоподібної форми, трубка 0.6 см, блідо-блакитна, бузкова й до жовтого кольору. Горішки 2–2.5 мм.

## Поширення
Ендемік Парагваю (Альто-Парана). 
Населяє сухі поля, оточені дрібними чагарниками, в районах керадо.